# Lista di asteroidi (484001-485000)
Di seguito una lista di asteroidi dal numero 484001 al 485000 con data di scoperta e scopritore.

## 484001-484100
| Nome     | Designazione provvisoria | Data di scoperta  | Scopritore           |
| -------- | ------------------------ | ----------------- | -------------------- |
| 484001 - | 2006 DD3                 | 30 gennaio 2006   | Spacewatch           |
| 484002 - | 2006 DD5                 | 20 febbraio 2006  | Spacewatch           |
| 484003 - | 2006 DS11                | 25 dicembre 2005  | Mt. Lemmon Survey    |
| 484004 - | 2006 DW19                | 23 gennaio 2006   | Spacewatch           |
| 484005 - | 2006 DW25                | 20 febbraio 2006  | Spacewatch           |
| 484006 - | 2006 DU28                | 20 febbraio 2006  | Spacewatch           |
| 484007 - | 2006 DW37                | 20 febbraio 2006  | Mt. Lemmon Survey    |
| 484008 - | 2006 DG38                | 2 febbraio 2006   | Spacewatch           |
| 484009 - | 2006 DY44                | 20 febbraio 2006  | Spacewatch           |
| 484010 - | 2006 DQ48                | 6 febbraio 2006   | CSS                  |
| 484011 - | 2006 DB49                | 26 gennaio 2006   | Spacewatch           |
| 484012 - | 2006 DL52                | 7 gennaio 2006    | Mt. Lemmon Survey    |
| 484013 - | 2006 DU58                | 24 febbraio 2006  | Spacewatch           |
| 484014 - | 2006 DU65                | 31 gennaio 2006   | CSS                  |
| 484015 - | 2006 DN75                | 23 gennaio 2006   | Spacewatch           |
| 484016 - | 2006 DK103               | 26 gennaio 2006   | Mt. Lemmon Survey    |
| 484017 - | 2006 DA106               | 25 febbraio 2006  | Mt. Lemmon Survey    |
| 484018 - | 2006 DN107               | 25 febbraio 2006  | Spacewatch           |
| 484019 - | 2006 DF108               | 25 febbraio 2006  | Spacewatch           |
| 484020 - | 2006 DF118               | 27 febbraio 2006  | Spacewatch           |
| 484021 - | 2006 DL129               | 25 febbraio 2006  | Spacewatch           |
| 484022 - | 2006 DD131               | 25 febbraio 2006  | Spacewatch           |
| 484023 - | 2006 DE140               | 25 febbraio 2006  | Spacewatch           |
| 484024 - | 2006 DA143               | 25 febbraio 2006  | Spacewatch           |
| 484025 - | 2006 DH145               | 25 febbraio 2006  | Mt. Lemmon Survey    |
| 484026 - | 2006 DL164               | 27 febbraio 2006  | Spacewatch           |
| 484027 - | 2006 DX175               | 26 gennaio 2006   | Mt. Lemmon Survey    |
| 484028 - | 2006 DB176               | 27 febbraio 2006  | Mt. Lemmon Survey    |
| 484029 - | 2006 DR196               | 31 gennaio 2006   | Spacewatch           |
| 484030 - | 2006 DO197               | 5 dicembre 2005   | Spacewatch           |
| 484031 - | 2006 DE202               | 1º febbraio 2006  | Spacewatch           |
| 484032 - | 2006 DE206               | 26 gennaio 2006   | Mt. Lemmon Survey    |
| 484033 - | 2006 DU206               | 25 febbraio 2006  | Mt. Lemmon Survey    |
| 484034 - | 2006 DG209               | 27 febbraio 2006  | Spacewatch           |
| 484035 - | 2006 DA218               | 25 febbraio 2006  | Spacewatch           |
| 484036 - | 2006 DB218               | 27 febbraio 2006  | Spacewatch           |
| 484037 - | 2006 EJ5                 | 2 marzo 2006      | Spacewatch           |
| 484038 - | 2006 EN24                | 3 marzo 2006      | Spacewatch           |
| 484039 - | 2006 EC26                | 26 gennaio 2006   | Spacewatch           |
| 484040 - | 2006 EE27                | 2 febbraio 2006   | Spacewatch           |
| 484041 - | 2006 EQ33                | 3 marzo 2006      | CSS                  |
| 484042 - | 2006 EB37                | 3 marzo 2006      | Mt. Lemmon Survey    |
| 484043 - | 2006 EV46                | 4 marzo 2006      | Spacewatch           |
| 484044 - | 2006 EP55                | 2 febbraio 2006   | Spacewatch           |
| 484045 - | 2006 ES65                | 25 febbraio 2006  | Mt. Lemmon Survey    |
| 484046 - | 2006 FJ20                | 23 marzo 2006     | Mt. Lemmon Survey    |
| 484047 - | 2006 FL41                | 26 marzo 2006     | Mt. Lemmon Survey    |
| 484048 - | 2006 FR44                | 24 marzo 2006     | LONEOS               |
| 484049 - | 2006 FQ54                | 26 marzo 2006     | Spacewatch           |
| 484050 - | 2006 FU54                | 23 marzo 2006     | Spacewatch           |
| 484051 - | 2006 GF6                 | 2 aprile 2006     | Spacewatch           |
| 484052 - | 2006 GM24                | 2 aprile 2006     | Spacewatch           |
| 484053 - | 2006 GH34                | 7 aprile 2006     | CSS                  |
| 484054 - | 2006 GG35                | 2 febbraio 2006   | Mt. Lemmon Survey    |
| 484055 - | 2006 GG45                | 7 aprile 2006     | Mt. Lemmon Survey    |
| 484056 - | 2006 GH48                | 23 marzo 2006     | Mt. Lemmon Survey    |
| 484057 - | 2006 GK48                | 9 aprile 2006     | Spacewatch           |
| 484058 - | 2006 GT54                | 2 aprile 2006     | Spacewatch           |
| 484059 - | 2006 GV54                | 8 aprile 2006     | Spacewatch           |
| 484060 - | 2006 HZ                  | 18 aprile 2006    | LONEOS               |
| 484061 - | 2006 HX8                 | 19 aprile 2006    | Spacewatch           |
| 484062 - | 2006 HZ14                | 19 aprile 2006    | Mt. Lemmon Survey    |
| 484063 - | 2006 HV44                | 24 marzo 2006     | Spacewatch           |
| 484064 - | 2006 HG48                | 24 aprile 2006    | Spacewatch           |
| 484065 - | 2006 HL54                | 2 marzo 2006      | Mt. Lemmon Survey    |
| 484066 - | 2006 HU114               | 26 aprile 2006    | Spacewatch           |
| 484067 - | 2006 HH154               | 29 aprile 2006    | Spacewatch           |
| 484068 - | 2006 JE8                 | 19 aprile 2006    | Mt. Lemmon Survey    |
| 484069 - | 2006 JV9                 | 1º maggio 2006    | Spacewatch           |
| 484070 - | 2006 JT27                | 8 aprile 2006     | Spacewatch           |
| 484071 - | 2006 JQ81                | 6 maggio 2006     | Mt. Lemmon Survey    |
| 484072 - | 2006 KY12                | 20 maggio 2006    | Spacewatch           |
| 484073 - | 2006 KM20                | 20 maggio 2006    | LONEOS               |
| 484074 - | 2006 KN38                | 21 maggio 2006    | LONEOS               |
| 484075 - | 2006 KX43                | 8 maggio 2006     | Mt. Lemmon Survey    |
| 484076 - | 2006 KW47                | 8 maggio 2006     | Spacewatch           |
| 484077 - | 2006 KD76                | 24 maggio 2006    | CSS                  |
| 484078 - | 2006 KO77                | 24 maggio 2006    | Mt. Lemmon Survey    |
| 484079 - | 2006 KS83                | 21 maggio 2006    | Spacewatch           |
| 484080 - | 2006 KO107               | 7 aprile 2006     | Spacewatch           |
| 484081 - | 2006 OW4                 | 21 luglio 2006    | CSS                  |
| 484082 - | 2006 PY15                | 15 agosto 2006    | NEAT                 |
| 484083 - | 2006 PL21                | 15 agosto 2006    | NEAT                 |
| 484084 - | 2006 QS5                 | 16 agosto 2006    | Siding Spring Survey |
| 484085 - | 2006 QT5                 | 18 agosto 2006    | Broughton, J.        |
| 484086 - | 2006 QB7                 | 17 agosto 2006    | NEAT                 |
| 484087 - | 2006 QY33                | 18 agosto 2006    | LONEOS               |
| 484088 - | 2006 QO45                | 19 agosto 2006    | Spacewatch           |
| 484089 - | 2006 QZ47                | 21 agosto 2006    | NEAT                 |
| 484090 - | 2006 QF70                | 21 agosto 2006    | Spacewatch           |
| 484091 - | 2006 QB115               | 27 agosto 2006    | LONEOS               |
| 484092 - | 2006 QB164               | 29 agosto 2006    | CSS                  |
| 484093 - | 2006 RA2                 | 30 agosto 2006    | LONEOS               |
| 484094 - | 2006 RT11                | 29 agosto 2006    | CSS                  |
| 484095 - | 2006 RU20                | 15 settembre 2006 | LINEAR               |
| 484096 - | 2006 RE36                | 14 settembre 2006 | CSS                  |
| 484097 - | 2006 RL54                | 14 settembre 2006 | Spacewatch           |
| 484098 - | 2006 RL59                | 15 settembre 2006 | Spacewatch           |
| 484099 - | 2006 RR80                | 15 settembre 2006 | Spacewatch           |
| 484100 - | 2006 RM82                | 15 settembre 2006 | Spacewatch           |

## 484101-484200
| Nome     | Designazione provvisoria | Data di scoperta  | Scopritore        |
| -------- | ------------------------ | ----------------- | ----------------- |
| 484101 - | 2006 RH84                | 15 settembre 2006 | Spacewatch        |
| 484102 - | 2006 RD88                | 15 settembre 2006 | Spacewatch        |
| 484103 - | 2006 RM93                | 21 luglio 2006    | Mt. Lemmon Survey |
| 484104 - | 2006 RJ115               | 14 settembre 2006 | Masiero, J.       |
| 484105 - | 2006 RL122               | 28 agosto 2006    | Spacewatch        |
| 484106 - | 2006 SC3                 | 16 settembre 2006 | CSS               |
| 484107 - | 2006 SK11                | 16 settembre 2006 | LINEAR            |
| 484108 - | 2006 SK25                | 18 agosto 2006    | Spacewatch        |
| 484109 - | 2006 SX39                | 18 agosto 2006    | Spacewatch        |
| 484110 - | 2006 SE40                | 27 agosto 2006    | Spacewatch        |
| 484111 - | 2006 SU41                | 18 settembre 2006 | LONEOS            |
| 484112 - | 2006 SM120               | 18 settembre 2006 | CSS               |
| 484113 - | 2006 SS145               | 19 settembre 2006 | Spacewatch        |
| 484114 - | 2006 SU149               | 19 settembre 2006 | Spacewatch        |
| 484115 - | 2006 SY151               | 19 settembre 2006 | Spacewatch        |
| 484116 - | 2006 SL157               | 15 settembre 2006 | Spacewatch        |
| 484117 - | 2006 SS206               | 25 settembre 2006 | Mt. Lemmon Survey |
| 484118 - | 2006 SV206               | 18 settembre 2006 | Spacewatch        |
| 484119 - | 2006 SA228               | 26 settembre 2006 | Spacewatch        |
| 484120 - | 2006 SN249               | 15 settembre 2006 | Spacewatch        |
| 484121 - | 2006 SN250               | 19 settembre 2006 | Spacewatch        |
| 484122 - | 2006 SJ260               | 15 settembre 2006 | Spacewatch        |
| 484123 - | 2006 SW264               | 26 settembre 2006 | Spacewatch        |
| 484124 - | 2006 SR267               | 26 settembre 2006 | Spacewatch        |
| 484125 - | 2006 SJ286               | 19 settembre 2006 | CSS               |
| 484126 - | 2006 SM292               | 17 settembre 2006 | CSS               |
| 484127 - | 2006 SV292               | 25 settembre 2006 | Spacewatch        |
| 484128 - | 2006 SB297               | 14 settembre 2006 | Spacewatch        |
| 484129 - | 2006 SU310               | 27 settembre 2006 | Spacewatch        |
| 484130 - | 2006 SZ316               | 27 settembre 2006 | Spacewatch        |
| 484131 - | 2006 SB318               | 27 settembre 2006 | Spacewatch        |
| 484132 - | 2006 SS328               | 19 settembre 2006 | Spacewatch        |
| 484133 - | 2006 SB347               | 15 settembre 2006 | Spacewatch        |
| 484134 - | 2006 SP353               | 30 settembre 2006 | CSS               |
| 484135 - | 2006 SB379               | 18 settembre 2006 | Becker, A. C.     |
| 484136 - | 2006 SR396               | 18 settembre 2006 | Spacewatch        |
| 484137 - | 2006 SE398               | 28 settembre 2006 | Mt. Lemmon Survey |
| 484138 - | 2006 SM401               | 28 settembre 2006 | Mt. Lemmon Survey |
| 484139 - | 2006 SO408               | 30 settembre 2006 | Mt. Lemmon Survey |
| 484140 - | 2006 TO5                 | 2 ottobre 2006    | Mt. Lemmon Survey |
| 484141 - | 2006 TP15                | 24 settembre 2006 | Spacewatch        |
| 484142 - | 2006 TH23                | 30 settembre 2006 | Mt. Lemmon Survey |
| 484143 - | 2006 TY29                | 25 settembre 2006 | Mt. Lemmon Survey |
| 484144 - | 2006 TJ41                | 12 ottobre 2006   | Spacewatch        |
| 484145 - | 2006 TC42                | 25 settembre 2006 | Mt. Lemmon Survey |
| 484146 - | 2006 TL59                | 4 ottobre 2006    | Mt. Lemmon Survey |
| 484147 - | 2006 TS73                | 11 ottobre 2006   | Spacewatch        |
| 484148 - | 2006 TP75                | 30 settembre 2006 | CSS               |
| 484149 - | 2006 TW85                | 4 ottobre 2006    | Mt. Lemmon Survey |
| 484150 - | 2006 TU95                | 12 ottobre 2006   | Spacewatch        |
| 484151 - | 2006 TK100               | 2 ottobre 2006    | Mt. Lemmon Survey |
| 484152 - | 2006 TN125               | 13 ottobre 2006   | Spacewatch        |
| 484153 - | 2006 UO2                 | 16 ottobre 2006   | Spacewatch        |
| 484154 - | 2006 UA12                | 2 ottobre 2006    | Mt. Lemmon Survey |
| 484155 - | 2006 UT26                | 25 settembre 2006 | Mt. Lemmon Survey |
| 484156 - | 2006 UZ26                | 16 ottobre 2006   | Spacewatch        |
| 484157 - | 2006 UK30                | 16 ottobre 2006   | Spacewatch        |
| 484158 - | 2006 UX34                | 30 settembre 2006 | Mt. Lemmon Survey |
| 484159 - | 2006 UC39                | 25 settembre 2006 | Mt. Lemmon Survey |
| 484160 - | 2006 UV46                | 16 ottobre 2006   | Spacewatch        |
| 484161 - | 2006 UV63                | 23 ottobre 2006   | Eskridge          |
| 484162 - | 2006 UF65                | 27 agosto 2006    | Spacewatch        |
| 484163 - | 2006 UP107               | 3 ottobre 2006    | Mt. Lemmon Survey |
| 484164 - | 2006 UX132               | 19 ottobre 2006   | Spacewatch        |
| 484165 - | 2006 US136               | 4 ottobre 2006    | Mt. Lemmon Survey |
| 484166 - | 2006 UJ140               | 19 ottobre 2006   | Spacewatch        |
| 484167 - | 2006 UV143               | 19 ottobre 2006   | NEAT              |
| 484168 - | 2006 UM158               | 2 ottobre 2006    | Mt. Lemmon Survey |
| 484169 - | 2006 UO171               | 3 ottobre 2006    | Mt. Lemmon Survey |
| 484170 - | 2006 UF175               | 30 settembre 2006 | CSS               |
| 484171 - | 2006 UN186               | 28 settembre 2006 | CSS               |
| 484172 - | 2006 UD227               | 25 settembre 2006 | Spacewatch        |
| 484173 - | 2006 UM227               | 3 ottobre 2006    | Mt. Lemmon Survey |
| 484174 - | 2006 UM235               | 28 settembre 2006 | Spacewatch        |
| 484175 - | 2006 UK247               | 26 settembre 2006 | Mt. Lemmon Survey |
| 484176 - | 2006 UE255               | 12 ottobre 2006   | Spacewatch        |
| 484177 - | 2006 UY261               | 28 ottobre 2006   | Mt. Lemmon Survey |
| 484178 - | 2006 UA272               | 27 ottobre 2006   | Mt. Lemmon Survey |
| 484179 - | 2006 UE272               | 27 settembre 2006 | Mt. Lemmon Survey |
| 484180 - | 2006 UY275               | 28 ottobre 2006   | Spacewatch        |
| 484181 - | 2006 UQ277               | 2 ottobre 2006    | Mt. Lemmon Survey |
| 484182 - | 2006 UP286               | 16 ottobre 2006   | Spacewatch        |
| 484183 - | 2006 UP335               | 17 ottobre 2006   | CSS               |
| 484184 - | 2006 UV358               | 19 ottobre 2006   | Spacewatch        |
| 484185 - | 2006 UO360               | 31 ottobre 2006   | Mt. Lemmon Survey |
| 484186 - | 2006 VK1                 | 21 ottobre 2006   | Spacewatch        |
| 484187 - | 2006 VX36                | 4 ottobre 2006    | Mt. Lemmon Survey |
| 484188 - | 2006 VG41                | 12 novembre 2006  | Mt. Lemmon Survey |
| 484189 - | 2006 VO43                | 22 ottobre 2006   | Spacewatch        |
| 484190 - | 2006 VJ57                | 11 novembre 2006  | Spacewatch        |
| 484191 - | 2006 VN76                | 12 novembre 2006  | Mt. Lemmon Survey |
| 484192 - | 2006 VN98                | 2 ottobre 2006    | Mt. Lemmon Survey |
| 484193 - | 2006 VE103               | 12 novembre 2006  | Mt. Lemmon Survey |
| 484194 - | 2006 VJ111               | 13 novembre 2006  | Spacewatch        |
| 484195 - | 2006 VA129               | 15 novembre 2006  | Spacewatch        |
| 484196 - | 2006 VF129               | 27 settembre 2006 | Mt. Lemmon Survey |
| 484197 - | 2006 VU132               | 23 ottobre 2006   | Mt. Lemmon Survey |
| 484198 - | 2006 VX154               | 8 novembre 2006   | NEAT              |
| 484199 - | 2006 WS1                 | 19 novembre 2006  | Mt. Lemmon Survey |
| 484200 - | 2006 WD16                | 17 novembre 2006  | Spacewatch        |

## 484201-484300
| Nome     | Designazione provvisoria | Data di scoperta  | Scopritore        |
| -------- | ------------------------ | ----------------- | ----------------- |
| 484201 - | 2006 WY19                | 21 ottobre 2006   | Mt. Lemmon Survey |
| 484202 - | 2006 WL32                | 23 ottobre 2006   | Mt. Lemmon Survey |
| 484203 - | 2006 WB179               | 24 novembre 2006  | Mt. Lemmon Survey |
| 484204 - | 2006 XT18                | 20 novembre 2006  | CSS               |
| 484205 - | 2006 XK23                | 12 dicembre 2006  | Mt. Lemmon Survey |
| 484206 - | 2006 XO38                | 11 dicembre 2006  | Spacewatch        |
| 484207 - | 2007 AD30                | 9 gennaio 2007    | Spacewatch        |
| 484208 - | 2007 BT36                | 26 dicembre 2006  | Spacewatch        |
| 484209 - | 2007 BW80                | 25 gennaio 2007   | Spacewatch        |
| 484210 - | 2007 CC8                 | 17 gennaio 2007   | Spacewatch        |
| 484211 - | 2007 CK8                 | 17 gennaio 2007   | Spacewatch        |
| 484212 - | 2007 CN32                | 1º ottobre 2005   | Spacewatch        |
| 484213 - | 2007 CU35                | 6 febbraio 2007   | Mt. Lemmon Survey |
| 484214 - | 2007 DA8                 | 17 febbraio 2007  | Calvin College    |
| 484215 - | 2007 DK48                | 21 febbraio 2007  | Mt. Lemmon Survey |
| 484216 - | 2007 DR58                | 21 febbraio 2007  | Mt. Lemmon Survey |
| 484217 - | 2007 DQ67                | 21 febbraio 2007  | Spacewatch        |
| 484218 - | 2007 DQ70                | 21 febbraio 2007  | Spacewatch        |
| 484219 - | 2007 DU89                | 23 febbraio 2007  | Spacewatch        |
| 484220 - | 2007 DK96                | 23 febbraio 2007  | Mt. Lemmon Survey |
| 484221 - | 2007 DT98                | 8 febbraio 2007   | Spacewatch        |
| 484222 - | 2007 DP102               | 23 febbraio 2007  | CSS               |
| 484223 - | 2007 DT102               | 26 febbraio 2007  | CSS               |
| 484224 - | 2007 DY110               | 23 febbraio 2007  | Mt. Lemmon Survey |
| 484225 - | 2007 DM115               | 17 febbraio 2007  | Mt. Lemmon Survey |
| 484226 - | 2007 DD117               | 17 febbraio 2007  | Spacewatch        |
| 484227 - | 2007 EK29                | 9 marzo 2007      | Spacewatch        |
| 484228 - | 2007 EG39                | 12 marzo 2007     | Mt. Lemmon Survey |
| 484229 - | 2007 EO54                | 27 gennaio 2007   | Spacewatch        |
| 484230 - | 2007 EW59                | 27 febbraio 2007  | Spacewatch        |
| 484231 - | 2007 EE68                | 25 febbraio 2007  | Mt. Lemmon Survey |
| 484232 - | 2007 EK71                | 10 marzo 2007     | Spacewatch        |
| 484233 - | 2007 ES92                | 28 gennaio 2007   | Spacewatch        |
| 484234 - | 2007 EL129               | 23 febbraio 2007  | Mt. Lemmon Survey |
| 484235 - | 2007 EQ142               | 12 marzo 2007     | Spacewatch        |
| 484236 - | 2007 EQ147               | 27 febbraio 2007  | Spacewatch        |
| 484237 - | 2007 EF149               | 26 febbraio 2007  | Mt. Lemmon Survey |
| 484238 - | 2007 EK150               | 12 marzo 2007     | Spacewatch        |
| 484239 - | 2007 EA153               | 12 marzo 2007     | Spacewatch        |
| 484240 - | 2007 EQ172               | 14 marzo 2007     | Spacewatch        |
| 484241 - | 2007 EL181               | 14 marzo 2007     | Spacewatch        |
| 484242 - | 2007 EM190               | 13 marzo 2007     | Mt. Lemmon Survey |
| 484243 - | 2007 EK198               | 15 marzo 2007     | Mt. Lemmon Survey |
| 484244 - | 2007 EV211               | 21 febbraio 2007  | Mt. Lemmon Survey |
| 484245 - | 2007 EG215               | 15 gennaio 2007   | Mt. Lemmon Survey |
| 484246 - | 2007 FR1                 | 17 febbraio 2007  | Mt. Lemmon Survey |
| 484247 - | 2007 FL3                 | 19 marzo 2007     | CSS               |
| 484248 - | 2007 FN40                | 20 marzo 2007     | LONEOS            |
| 484249 - | 2007 FY40                | 20 marzo 2007     | Mt. Lemmon Survey |
| 484250 - | 2007 FJ45                | 23 febbraio 2007  | Mt. Lemmon Survey |
| 484251 - | 2007 FA46                | 25 marzo 2007     | Mt. Lemmon Survey |
| 484252 - | 2007 FH46                | 26 marzo 2007     | Spacewatch        |
| 484253 - | 2007 FW46                | 18 marzo 2007     | Spacewatch        |
| 484254 - | 2007 FN48                | 16 marzo 2007     | Mt. Lemmon Survey |
| 484255 - | 2007 GH25                | 12 aprile 2007    | Crni Vrh          |
| 484256 - | 2007 GE30                | 14 aprile 2007    | Spacewatch        |
| 484257 - | 2007 GB43                | 15 marzo 2007     | Spacewatch        |
| 484258 - | 2007 GN47                | 14 aprile 2007    | Mt. Lemmon Survey |
| 484259 - | 2007 GO48                | 14 aprile 2007    | Spacewatch        |
| 484260 - | 2007 GT62                | 15 aprile 2007    | Spacewatch        |
| 484261 - | 2007 GG77                | 11 aprile 2007    | Spacewatch        |
| 484262 - | 2007 HO14                | 15 aprile 2007    | Spacewatch        |
| 484263 - | 2007 HX53                | 22 aprile 2007    | Spacewatch        |
| 484264 - | 2007 HE57                | 22 aprile 2007    | CSS               |
| 484265 - | 2007 HW58                | 25 marzo 2007     | Mt. Lemmon Survey |
| 484266 - | 2007 HM71                | 21 febbraio 2007  | Mt. Lemmon Survey |
| 484267 - | 2007 HY79                | 24 aprile 2007    | Spacewatch        |
| 484268 - | 2007 HJ84                | 26 marzo 2007     | Mt. Lemmon Survey |
| 484269 - | 2007 HP88                | 20 aprile 2007    | Spacewatch        |
| 484270 - | 2007 HT93                | 13 marzo 2007     | Spacewatch        |
| 484271 - | 2007 JB12                | 15 gennaio 2007   | Spacewatch        |
| 484272 - | 2007 JD17                | 14 aprile 2007    | Mt. Lemmon Survey |
| 484273 - | 2007 JQ17                | 7 maggio 2007     | Spacewatch        |
| 484274 - | 2007 JF18                | 8 maggio 2007     | Spacewatch        |
| 484275 - | 2007 JX21                | 18 aprile 2007    | Mt. Lemmon Survey |
| 484276 - | 2007 JZ25                | 25 aprile 2007    | Spacewatch        |
| 484277 - | 2007 JA33                | 25 aprile 2007    | Spacewatch        |
| 484278 - | 2007 JK36                | 24 aprile 2007    | Spacewatch        |
| 484279 - | 2007 JL40                | 11 maggio 2007    | Spacewatch        |
| 484280 - | 2007 LF6                 | 8 giugno 2007     | Spacewatch        |
| 484281 - | 2007 LF12                | 25 maggio 2007    | Spacewatch        |
| 484282 - | 2007 MC5                 | 10 maggio 2007    | Mt. Lemmon Survey |
| 484283 - | 2007 PP3                 | 6 agosto 2007     | LUSS              |
| 484284 - | 2007 PW15                | 8 agosto 2007     | LINEAR            |
| 484285 - | 2007 PK18                | 9 agosto 2007     | LINEAR            |
| 484286 - | 2007 PE39                | 12 agosto 2007    | OAM               |
| 484287 - | 2007 RC10                | 5 marzo 2006      | Spacewatch        |
| 484288 - | 2007 RN28                | 4 settembre 2007  | CSS               |
| 484289 - | 2007 RA42                | 5 ottobre 2003    | Spacewatch        |
| 484290 - | 2007 RG51                | 9 settembre 2007  | Spacewatch        |
| 484291 - | 2007 RJ52                | 9 settembre 2007  | Spacewatch        |
| 484292 - | 2007 RA59                | 23 agosto 2007    | Spacewatch        |
| 484293 - | 2007 RJ98                | 10 settembre 2007 | Spacewatch        |
| 484294 - | 2007 RU154               | 10 settembre 2007 | Mt. Lemmon Survey |
| 484295 - | 2007 RX189               | 10 settembre 2007 | Spacewatch        |
| 484296 - | 2007 RW255               | 14 settembre 2007 | Spacewatch        |
| 484297 - | 2007 RR296               | 12 settembre 2007 | Mt. Lemmon Survey |
| 484298 - | 2007 RD297               | 10 settembre 2007 | Spacewatch        |
| 484299 - | 2007 SF11                | 2 settembre 2007  | CSS               |
| 484300 - | 2007 SJ12                | 5 settembre 2007  | CSS               |

## 484301-484400
| Nome     | Designazione provvisoria | Data di scoperta  | Scopritore        |
| -------- | ------------------------ | ----------------- | ----------------- |
| 484301 - | 2007 TK2                 | 4 ottobre 2007    | Spacewatch        |
| 484302 - | 2007 TZ4                 | 8 settembre 2007  | Mt. Lemmon Survey |
| 484303 - | 2007 TS17                | 15 settembre 2007 | Mt. Lemmon Survey |
| 484304 - | 2007 TH74                | 6 ottobre 2007    | LINEAR            |
| 484305 - | 2007 TX75                | 4 ottobre 2007    | Spacewatch        |
| 484306 - | 2007 TT84                | 8 ottobre 2007    | Spacewatch        |
| 484307 - | 2007 TJ85                | 8 ottobre 2007    | Mt. Lemmon Survey |
| 484308 - | 2007 TG86                | 8 ottobre 2007    | Mt. Lemmon Survey |
| 484309 - | 2007 TD93                | 6 ottobre 2007    | Spacewatch        |
| 484310 - | 2007 TO105               | 13 settembre 2007 | Mt. Lemmon Survey |
| 484311 - | 2007 TM107               | 4 ottobre 2007    | Mt. Lemmon Survey |
| 484312 - | 2007 TM108               | 12 settembre 2007 | CSS               |
| 484313 - | 2007 TE112               | 8 ottobre 2007    | CSS               |
| 484314 - | 2007 TF118               | 11 settembre 2007 | Mt. Lemmon Survey |
| 484315 - | 2007 TG119               | 9 ottobre 2007    | Spacewatch        |
| 484316 - | 2007 TO120               | 8 settembre 2007  | Mt. Lemmon Survey |
| 484317 - | 2007 TV120               | 4 ottobre 2007    | Spacewatch        |
| 484318 - | 2007 TV125               | 15 settembre 2007 | Mt. Lemmon Survey |
| 484319 - | 2007 TX141               | 9 ottobre 2007    | Mt. Lemmon Survey |
| 484320 - | 2007 TX144               | 11 settembre 2007 | Mt. Lemmon Survey |
| 484321 - | 2007 TP226               | 8 ottobre 2007    | Spacewatch        |
| 484322 - | 2007 TW227               | 8 ottobre 2007    | Spacewatch        |
| 484323 - | 2007 TP228               | 8 ottobre 2007    | Spacewatch        |
| 484324 - | 2007 TL284               | 9 ottobre 2007    | Mt. Lemmon Survey |
| 484325 - | 2007 TQ333               | 11 ottobre 2007   | Spacewatch        |
| 484326 - | 2007 TE342               | 9 ottobre 2007    | Mt. Lemmon Survey |
| 484327 - | 2007 TN346               | 13 ottobre 2007   | Mt. Lemmon Survey |
| 484328 - | 2007 TV362               | 14 ottobre 2007   | Mt. Lemmon Survey |
| 484329 - | 2007 TM382               | 14 ottobre 2007   | Spacewatch        |
| 484330 - | 2007 TN382               | 14 ottobre 2007   | Spacewatch        |
| 484331 - | 2007 TU397               | 11 ottobre 2007   | Spacewatch        |
| 484332 - | 2007 TK426               | 9 ottobre 2007    | Mt. Lemmon Survey |
| 484333 - | 2007 TO433               | 10 ottobre 2007   | CSS               |
| 484334 - | 2007 TQ435               | 14 ottobre 2007   | Mt. Lemmon Survey |
| 484335 - | 2007 TE436               | 7 ottobre 2007    | Mt. Lemmon Survey |
| 484336 - | 2007 TH443               | 15 ottobre 2007   | CSS               |
| 484337 - | 2007 UY6                 | 19 ottobre 2007   | Yeung, W. K. Y.   |
| 484338 - | 2007 UK7                 | 9 ottobre 2007    | CSS               |
| 484339 - | 2007 UW33                | 8 ottobre 2007    | CSS               |
| 484340 - | 2007 UH37                | 10 ottobre 2007   | CSS               |
| 484341 - | 2007 UF42                | 16 ottobre 2007   | Mt. Lemmon Survey |
| 484342 - | 2007 UL84                | 8 ottobre 2007    | Spacewatch        |
| 484343 - | 2007 UJ90                | 30 ottobre 2007   | Mt. Lemmon Survey |
| 484344 - | 2007 UG94                | 12 ottobre 2007   | Spacewatch        |
| 484345 - | 2007 UR122               | 14 ottobre 2007   | Mt. Lemmon Survey |
| 484346 - | 2007 UL128               | 20 ottobre 2007   | Mt. Lemmon Survey |
| 484347 - | 2007 UC130               | 17 ottobre 2007   | Mt. Lemmon Survey |
| 484348 - | 2007 UX139               | 30 ottobre 2007   | Spacewatch        |
| 484349 - | 2007 US141               | 20 ottobre 2007   | Mt. Lemmon Survey |
| 484350 - | 2007 VW9                 | 3 novembre 2007   | Yeung, W. K. Y.   |
| 484351 - | 2007 VY38                | 2 novembre 2007   | CSS               |
| 484352 - | 2007 VC45                | 1º novembre 2007  | Spacewatch        |
| 484353 - | 2007 VT48                | 9 ottobre 2007    | Spacewatch        |
| 484354 - | 2007 VW51                | 7 ottobre 2007    | Spacewatch        |
| 484355 - | 2007 VO59                | 1º novembre 2007  | Spacewatch        |
| 484356 - | 2007 VE62                | 1º novembre 2007  | Spacewatch        |
| 484357 - | 2007 VS73                | 2 novembre 2007   | Spacewatch        |
| 484358 - | 2007 VU75                | 14 ottobre 2007   | Spacewatch        |
| 484359 - | 2007 VL83                | 4 novembre 2007   | Mt. Lemmon Survey |
| 484360 - | 2007 VC87                | 16 ottobre 2007   | CSS               |
| 484361 - | 2007 VB92                | 17 ottobre 2007   | Mt. Lemmon Survey |
| 484362 - | 2007 VS100               | 2 novembre 2007   | Spacewatch        |
| 484363 - | 2007 VA101               | 2 novembre 2007   | Spacewatch        |
| 484364 - | 2007 VY107               | 17 ottobre 2007   | Mt. Lemmon Survey |
| 484365 - | 2007 VB113               | 3 novembre 2007   | Spacewatch        |
| 484366 - | 2007 VG116               | 3 novembre 2007   | Spacewatch        |
| 484367 - | 2007 VP145               | 4 novembre 2007   | Spacewatch        |
| 484368 - | 2007 VW147               | 4 novembre 2007   | Spacewatch        |
| 484369 - | 2007 VE149               | 8 ottobre 2007    | Mt. Lemmon Survey |
| 484370 - | 2007 VF149               | 12 ottobre 2007   | Mt. Lemmon Survey |
| 484371 - | 2007 VR199               | 12 ottobre 2007   | Spacewatch        |
| 484372 - | 2007 VQ212               | 9 novembre 2007   | Spacewatch        |
| 484373 - | 2007 VS212               | 1º novembre 2007  | Spacewatch        |
| 484374 - | 2007 VQ213               | 9 novembre 2007   | Spacewatch        |
| 484375 - | 2007 VR252               | 9 novembre 2007   | Spacewatch        |
| 484376 - | 2007 VT260               | 7 ottobre 2007    | Spacewatch        |
| 484377 - | 2007 VO264               | 14 ottobre 2007   | Mt. Lemmon Survey |
| 484378 - | 2007 VH268               | 12 novembre 2007  | LINEAR            |
| 484379 - | 2007 VA273               | 2 novembre 2007   | Spacewatch        |
| 484380 - | 2007 VE279               | 3 novembre 2007   | Spacewatch        |
| 484381 - | 2007 VF281               | 5 novembre 2007   | Spacewatch        |
| 484382 - | 2007 VQ282               | 15 ottobre 2007   | Mt. Lemmon Survey |
| 484383 - | 2007 VN294               | 7 ottobre 2007    | Spacewatch        |
| 484384 - | 2007 VC297               | 11 ottobre 2007   | CSS               |
| 484385 - | 2007 VU307               | 4 novembre 2007   | Spacewatch        |
| 484386 - | 2007 VT308               | 8 novembre 2007   | Spacewatch        |
| 484387 - | 2007 VB313               | 5 novembre 2007   | Mt. Lemmon Survey |
| 484388 - | 2007 VN327               | 7 novembre 2007   | Spacewatch        |
| 484389 - | 2007 VL330               | 3 novembre 2007   | Mt. Lemmon Survey |
| 484390 - | 2007 WQ11                | 4 novembre 2007   | LINEAR            |
| 484391 - | 2007 WC13                | 20 ottobre 2007   | Mt. Lemmon Survey |
| 484392 - | 2007 WO14                | 7 novembre 2007   | Spacewatch        |
| 484393 - | 2007 WM15                | 18 novembre 2007  | Mt. Lemmon Survey |
| 484394 - | 2007 WV23                | 18 novembre 2007  | Mt. Lemmon Survey |
| 484395 - | 2007 WQ39                | 12 ottobre 2007   | Mt. Lemmon Survey |
| 484396 - | 2007 WG58                | 18 novembre 2007  | Mt. Lemmon Survey |
| 484397 - | 2007 WY61                | 17 novembre 2007  | LINEAR            |
| 484398 - | 2007 XA1                 | 1º novembre 2007  | Spacewatch        |
| 484399 - | 2007 XO9                 | 4 dicembre 2007   | CSS               |
| 484400 - | 2007 XT10                | 7 novembre 2007   | LINEAR            |

## 484401-484500
| Nome     | Designazione provvisoria | Data di scoperta  | Scopritore           |
| -------- | ------------------------ | ----------------- | -------------------- |
| 484401 - | 2007 XW15                | 8 dicembre 2007   | OAM                  |
| 484402 - | 2007 XH16                | 8 dicembre 2007   | Siding Spring Survey |
| 484403 - | 2007 XF25                | 15 dicembre 2007  | LINEAR               |
| 484404 - | 2007 XK36                | 6 dicembre 2007   | Spacewatch           |
| 484405 - | 2007 XE38                | 18 settembre 2007 | Mt. Lemmon Survey    |
| 484406 - | 2007 XB40                | 13 dicembre 2007  | LINEAR               |
| 484407 - | 2007 XT51                | 5 dicembre 2007   | Spacewatch           |
| 484408 - | 2007 XU51                | 5 dicembre 2007   | Spacewatch           |
| 484409 - | 2007 XR52                | 15 dicembre 2007  | Spacewatch           |
| 484410 - | 2007 XV52                | 6 dicembre 2007   | Spacewatch           |
| 484411 - | 2007 XL54                | 5 dicembre 2007   | Spacewatch           |
| 484412 - | 2007 YB11                | 17 dicembre 2007  | Spacewatch           |
| 484413 - | 2007 YU26                | 7 ottobre 2007    | Mt. Lemmon Survey    |
| 484414 - | 2007 YU33                | 20 novembre 2007  | Spacewatch           |
| 484415 - | 2007 YZ51                | 17 novembre 2007  | Spacewatch           |
| 484416 - | 2007 YL58                | 30 dicembre 2007  | Spacewatch           |
| 484417 - | 2007 YL64                | 17 dicembre 2007  | Mt. Lemmon Survey    |
| 484418 - | 2007 YZ65                | 30 dicembre 2007  | Spacewatch           |
| 484419 - | 2007 YC67                | 13 novembre 2007  | Mt. Lemmon Survey    |
| 484420 - | 2007 YW67                | 19 dicembre 2007  | Mt. Lemmon Survey    |
| 484421 - | 2007 YG71                | 16 dicembre 2007  | LINEAR               |
| 484422 - | 2007 YW73                | 31 dicembre 2007  | Mt. Lemmon Survey    |
| 484423 - | 2007 YY73                | 31 dicembre 2007  | Spacewatch           |
| 484424 - | 2007 YV74                | 31 dicembre 2007  | Mt. Lemmon Survey    |
| 484425 - | 2008 AP15                | 10 gennaio 2008   | Mt. Lemmon Survey    |
| 484426 - | 2008 AM22                | 19 novembre 2007  | Mt. Lemmon Survey    |
| 484427 - | 2008 AN22                | 10 gennaio 2008   | Mt. Lemmon Survey    |
| 484428 - | 2008 AJ23                | 10 gennaio 2008   | Mt. Lemmon Survey    |
| 484429 - | 2008 AO27                | 10 gennaio 2008   | Mt. Lemmon Survey    |
| 484430 - | 2008 AL28                | 10 gennaio 2008   | Mt. Lemmon Survey    |
| 484431 - | 2008 AP29                | 12 gennaio 2008   | Ferrando, R.         |
| 484432 - | 2008 AH38                | 10 gennaio 2008   | Mt. Lemmon Survey    |
| 484433 - | 2008 AT40                | 10 gennaio 2008   | Mt. Lemmon Survey    |
| 484434 - | 2008 AJ45                | 14 dicembre 2007  | Mt. Lemmon Survey    |
| 484435 - | 2008 AS45                | 15 dicembre 2007  | LINEAR               |
| 484436 - | 2008 AR48                | 21 ottobre 2007   | Mt. Lemmon Survey    |
| 484437 - | 2008 AB54                | 11 gennaio 2008   | Spacewatch           |
| 484438 - | 2008 AK55                | 11 gennaio 2008   | Spacewatch           |
| 484439 - | 2008 AV76                | 12 gennaio 2008   | Spacewatch           |
| 484440 - | 2008 AM79                | 12 gennaio 2008   | Spacewatch           |
| 484441 - | 2008 AP91                | 31 dicembre 2007  | Mt. Lemmon Survey    |
| 484442 - | 2008 AL93                | 8 novembre 2007   | Mt. Lemmon Survey    |
| 484443 - | 2008 AR95                | 14 gennaio 2008   | Spacewatch           |
| 484444 - | 2008 AS98                | 1º gennaio 2008   | Spacewatch           |
| 484445 - | 2008 AP109               | 31 dicembre 2007  | Spacewatch           |
| 484446 - | 2008 AL110               | 15 gennaio 2008   | Spacewatch           |
| 484447 - | 2008 AS128               | 30 dicembre 2007  | Spacewatch           |
| 484448 - | 2008 BW4                 | 16 gennaio 2008   | Spacewatch           |
| 484449 - | 2008 BM15                | 31 dicembre 2007  | Spacewatch           |
| 484450 - | 2008 BD18                | 30 gennaio 2008   | Mt. Lemmon Survey    |
| 484451 - | 2008 BC20                | 30 dicembre 2007  | Spacewatch           |
| 484452 - | 2008 BY22                | 31 gennaio 2008   | Mt. Lemmon Survey    |
| 484453 - | 2008 BQ31                | 30 gennaio 2008   | Mt. Lemmon Survey    |
| 484454 - | 2008 BJ48                | 18 gennaio 2008   | Mt. Lemmon Survey    |
| 484455 - | 2008 BX50                | 30 gennaio 2008   | Mt. Lemmon Survey    |
| 484456 - | 2008 BP51                | 17 gennaio 2008   | Mt. Lemmon Survey    |
| 484457 - | 2008 CU2                 | 1º febbraio 2008  | Mt. Lemmon Survey    |
| 484458 - | 2008 CC10                | 10 gennaio 2008   | Spacewatch           |
| 484459 - | 2008 CW13                | 3 febbraio 2008   | Spacewatch           |
| 484460 - | 2008 CW18                | 3 febbraio 2008   | Spacewatch           |
| 484461 - | 2008 CD20                | 3 febbraio 2008   | Spacewatch           |
| 484462 - | 2008 CM20                | 8 febbraio 2008   | Mt. Lemmon Survey    |
| 484463 - | 2008 CA37                | 31 dicembre 2007  | Mt. Lemmon Survey    |
| 484464 - | 2008 CJ38                | 31 dicembre 2007  | Mt. Lemmon Survey    |
| 484465 - | 2008 CX52                | 3 febbraio 2008   | Spacewatch           |
| 484466 - | 2008 CZ58                | 7 febbraio 2008   | Mt. Lemmon Survey    |
| 484467 - | 2008 CS60                | 7 febbraio 2008   | Mt. Lemmon Survey    |
| 484468 - | 2008 CH66                | 8 febbraio 2008   | Mt. Lemmon Survey    |
| 484469 - | 2008 CB88                | 7 febbraio 2008   | Mt. Lemmon Survey    |
| 484470 - | 2008 CU91                | 8 febbraio 2008   | Spacewatch           |
| 484471 - | 2008 CA96                | 30 dicembre 2007  | Spacewatch           |
| 484472 - | 2008 CT100               | 31 dicembre 2007  | Spacewatch           |
| 484473 - | 2008 CV102               | 18 gennaio 2008   | Spacewatch           |
| 484474 - | 2008 CB103               | 9 febbraio 2008   | Spacewatch           |
| 484475 - | 2008 CG105               | 9 febbraio 2008   | Mt. Lemmon Survey    |
| 484476 - | 2008 CV119               | 13 febbraio 2008  | LONEOS               |
| 484477 - | 2008 CW121               | 20 dicembre 2007  | Mt. Lemmon Survey    |
| 484478 - | 2008 CY122               | 30 gennaio 2008   | Mt. Lemmon Survey    |
| 484479 - | 2008 CN125               | 11 gennaio 2008   | Mt. Lemmon Survey    |
| 484480 - | 2008 CF136               | 8 febbraio 2008   | Mt. Lemmon Survey    |
| 484481 - | 2008 CD145               | 9 febbraio 2008   | Spacewatch           |
| 484482 - | 2008 CW155               | 9 febbraio 2008   | CSS                  |
| 484483 - | 2008 CA160               | 9 febbraio 2008   | Spacewatch           |
| 484484 - | 2008 CF170               | 12 febbraio 2008  | Mt. Lemmon Survey    |
| 484485 - | 2008 CG178               | 31 gennaio 2008   | CSS                  |
| 484486 - | 2008 CG182               | 14 dicembre 2007  | Mt. Lemmon Survey    |
| 484487 - | 2008 CX184               | 6 febbraio 2008   | Lowe, A.             |
| 484488 - | 2008 CZ191               | 2 febbraio 2008   | Spacewatch           |
| 484489 - | 2008 CA192               | 2 febbraio 2008   | Spacewatch           |
| 484490 - | 2008 CK196               | 13 febbraio 2008  | Mt. Lemmon Survey    |
| 484491 - | 2008 CC198               | 11 febbraio 2008  | Spacewatch           |
| 484492 - | 2008 CA208               | 12 febbraio 2008  | Spacewatch           |
| 484493 - | 2008 DB22                | 5 dicembre 2007   | Mt. Lemmon Survey    |
| 484494 - | 2008 DV23                | 3 febbraio 2008   | Spacewatch           |
| 484495 - | 2008 DE24                | 31 gennaio 2008   | Spacewatch           |
| 484496 - | 2008 DR31                | 27 febbraio 2008  | Spacewatch           |
| 484497 - | 2008 DZ39                | 11 febbraio 2008  | Mt. Lemmon Survey    |
| 484498 - | 2008 DE44                | 28 febbraio 2008  | Spacewatch           |
| 484499 - | 2008 DQ54                | 27 febbraio 2008  | CSS                  |
| 484500 - | 2008 DJ58                | 11 gennaio 2008   | Spacewatch           |

## 484501-484600
| Nome     | Designazione provvisoria | Data di scoperta | Scopritore             |
| -------- | ------------------------ | ---------------- | ---------------------- |
| 484501 - | 2008 DM76                | 28 febbraio 2008 | Mt. Lemmon Survey      |
| 484502 - | 2008 DL82                | 28 febbraio 2008 | Spacewatch             |
| 484503 - | 2008 DJ83                | 29 febbraio 2008 | Spacewatch             |
| 484504 - | 2008 DE84                | 18 febbraio 2008 | Mt. Lemmon Survey      |
| 484505 - | 2008 DX86                | 25 febbraio 2008 | Mt. Lemmon Survey      |
| 484506 - | 2008 ER7                 | 6 marzo 2008     | Spacewatch             |
| 484507 - | 2008 ES13                | 10 febbraio 2008 | Spacewatch             |
| 484508 - | 2008 EK16                | 1º marzo 2008    | Spacewatch             |
| 484509 - | 2008 EZ18                | 18 dicembre 2007 | Mt. Lemmon Survey      |
| 484510 - | 2008 EV20                | 2 marzo 2008     | Spacewatch             |
| 484511 - | 2008 EF25                | 9 febbraio 2008  | Spacewatch             |
| 484512 - | 2008 EH28                | 4 marzo 2008     | Mt. Lemmon Survey      |
| 484513 - | 2008 ET38                | 4 marzo 2008     | Spacewatch             |
| 484514 - | 2008 ED45                | 30 gennaio 2008  | Mt. Lemmon Survey      |
| 484515 - | 2008 EL51                | 6 marzo 2008     | Spacewatch             |
| 484516 - | 2008 ER51                | 6 marzo 2008     | Mt. Lemmon Survey      |
| 484517 - | 2008 EC69                | 11 marzo 2008    | CSS                    |
| 484518 - | 2008 EW90                | 3 marzo 2008     | PMO NEO Survey Program |
| 484519 - | 2008 EJ105               | 2 febbraio 2008  | Spacewatch             |
| 484520 - | 2008 EP105               | 2 febbraio 2008  | Spacewatch             |
| 484521 - | 2008 EZ113               | 8 marzo 2008     | CSS                    |
| 484522 - | 2008 EB120               | 9 marzo 2008     | Spacewatch             |
| 484523 - | 2008 ET134               | 1º marzo 2008    | Spacewatch             |
| 484524 - | 2008 EP140               | 2 febbraio 2008  | Mt. Lemmon Survey      |
| 484525 - | 2008 EP149               | 7 febbraio 2008  | LINEAR                 |
| 484526 - | 2008 ES152               | 11 marzo 2008    | Spacewatch             |
| 484527 - | 2008 EE154               | 15 marzo 2008    | Mt. Lemmon Survey      |
| 484528 - | 2008 EC157               | 13 marzo 2008    | Spacewatch             |
| 484529 - | 2008 EK165               | 2 marzo 2008     | Mt. Lemmon Survey      |
| 484530 - | 2008 EC167               | 7 marzo 2008     | LINEAR                 |
| 484531 - | 2008 FN1                 | 25 marzo 2008    | Spacewatch             |
| 484532 - | 2008 FT2                 | 8 marzo 2008     | Mt. Lemmon Survey      |
| 484533 - | 2008 FF38                | 10 marzo 2008    | Spacewatch             |
| 484534 - | 2008 FB58                | 28 marzo 2008    | Mt. Lemmon Survey      |
| 484535 - | 2008 FA68                | 28 marzo 2008    | Spacewatch             |
| 484536 - | 2008 FF81                | 27 marzo 2008    | Mt. Lemmon Survey      |
| 484537 - | 2008 FY83                | 28 marzo 2008    | Spacewatch             |
| 484538 - | 2008 FK89                | 29 marzo 2008    | Mt. Lemmon Survey      |
| 484539 - | 2008 FW102               | 30 marzo 2008    | Spacewatch             |
| 484540 - | 2008 FV120               | 11 marzo 2008    | Mt. Lemmon Survey      |
| 484541 - | 2008 FJ133               | 8 marzo 2008     | Mt. Lemmon Survey      |
| 484542 - | 2008 GU9                 | 1º aprile 2008   | Spacewatch             |
| 484543 - | 2008 GV9                 | 1º aprile 2008   | Spacewatch             |
| 484544 - | 2008 GL31                | 3 aprile 2008    | Spacewatch             |
| 484545 - | 2008 GM37                | 3 aprile 2008    | Spacewatch             |
| 484546 - | 2008 GR39                | 11 marzo 2008    | Spacewatch             |
| 484547 - | 2008 GQ42                | 29 marzo 2008    | Spacewatch             |
| 484548 - | 2008 GF67                | 5 marzo 2008     | Spacewatch             |
| 484549 - | 2008 GW73                | 7 aprile 2008    | Spacewatch             |
| 484550 - | 2008 GF79                | 7 aprile 2008    | Spacewatch             |
| 484551 - | 2008 GG111               | 30 marzo 2008    | CSS                    |
| 484552 - | 2008 GQ128               | 15 aprile 2008   | CSS                    |
| 484553 - | 2008 GJ140               | 6 aprile 2008    | Mt. Lemmon Survey      |
| 484554 - | 2008 GA144               | 2 aprile 2008    | LINEAR                 |
| 484555 - | 2008 HN8                 | 3 aprile 2008    | Mt. Lemmon Survey      |
| 484556 - | 2008 HB18                | 26 aprile 2008   | Spacewatch             |
| 484557 - | 2008 HR31                | 29 marzo 2008    | Spacewatch             |
| 484558 - | 2008 HA35                | 28 aprile 2008   | Spacewatch             |
| 484559 - | 2008 HN42                | 6 febbraio 2008  | Spacewatch             |
| 484560 - | 2008 HW56                | 30 aprile 2008   | Spacewatch             |
| 484561 - | 2008 HK70                | 31 marzo 2003    | LONEOS                 |
| 484562 - | 2008 JZ23                | 29 aprile 2008   | Spacewatch             |
| 484563 - | 2008 JM37                | 4 maggio 2008    | Spacewatch             |
| 484564 - | 2008 JM40                | 11 maggio 2008   | Mt. Lemmon Survey      |
| 484565 - | 2008 KR37                | 30 maggio 2008   | Spacewatch             |
| 484566 - | 2008 KK38                | 30 maggio 2008   | Spacewatch             |
| 484567 - | 2008 KB42                | 5 maggio 2008    | Spacewatch             |
| 484568 - | 2008 LT3                 | 11 aprile 2008   | Mt. Lemmon Survey      |
| 484569 - | 2008 LJ5                 | 3 giugno 2008    | Mt. Lemmon Survey      |
| 484570 - | 2008 LS11                | 3 maggio 2008    | Mt. Lemmon Survey      |
| 484571 - | 2008 LS17                | 6 giugno 2008    | Spacewatch             |
| 484572 - | 2008 OK                  | 25 luglio 2008   | OAM                    |
| 484573 - | 2008 OA11                | 31 luglio 2008   | LINEAR                 |
| 484574 - | 2008 QK13                | 27 agosto 2008   | OAM                    |
| 484575 - | 2008 QA14                | 30 luglio 2008   | Mt. Lemmon Survey      |
| 484576 - | 2008 QS16                | 26 agosto 2008   | OAM                    |
| 484577 - | 2008 QF17                | 30 luglio 2008   | Spacewatch             |
| 484578 - | 2008 QQ25                | 29 luglio 2008   | Spacewatch             |
| 484579 - | 2008 QT25                | 30 agosto 2008   | Kugel, F.              |
| 484580 - | 2008 QA26                | 9 agosto 2008    | OAM                    |
| 484581 - | 2008 QX27                | 30 agosto 2008   | OAM                    |
| 484582 - | 2008 QG40                | 30 luglio 2008   | Spacewatch             |
| 484583 - | 2008 QR42                | 29 agosto 2008   | OAM                    |
| 484584 - | 2008 QK47                | 23 agosto 2008   | Spacewatch             |
| 484585 - | 2008 RX2                 | 2 settembre 2008 | Spacewatch             |
| 484586 - | 2008 RP3                 | 2 settembre 2008 | Spacewatch             |
| 484587 - | 2008 RS7                 | 3 settembre 2008 | Spacewatch             |
| 484588 - | 2008 RM11                | 3 settembre 2008 | Spacewatch             |
| 484589 - | 2008 RW21                | 2 settembre 2008 | OAM                    |
| 484590 - | 2008 RU23                | 26 agosto 2008   | OAM                    |
| 484591 - | 2008 RB69                | 4 settembre 2008 | Spacewatch             |
| 484592 - | 2008 RM71                | 6 settembre 2008 | Mt. Lemmon Survey      |
| 484593 - | 2008 RG93                | 6 settembre 2008 | Spacewatch             |
| 484594 - | 2008 RK106               | 7 settembre 2008 | Mt. Lemmon Survey      |
| 484595 - | 2008 RO118               | 9 settembre 2008 | Mt. Lemmon Survey      |
| 484596 - | 2008 RB128               | 7 settembre 2008 | Mt. Lemmon Survey      |
| 484597 - | 2008 RS136               | 4 settembre 2008 | Spacewatch             |
| 484598 - | 2008 RP138               | 6 settembre 2008 | Mt. Lemmon Survey      |
| 484599 - | 2008 RT143               | 6 settembre 2008 | Spacewatch             |
| 484600 - | 2008 RS144               | 4 settembre 2008 | LINEAR                 |

## 484601-484700
| Nome             | Designazione provvisoria | Data di scoperta  | Scopritore        |
| ---------------- | ------------------------ | ----------------- | ----------------- |
| 484601 -         | 2008 SC1                 | 21 settembre 2008 | Tozzi, F.         |
| 484602 -         | 2008 SD4                 | 5 gennaio 2006    | Mt. Lemmon Survey |
| 484603 -         | 2008 SB27                | 3 settembre 2008  | Spacewatch        |
| 484604 -         | 2008 SM33                | 20 settembre 2008 | Mt. Lemmon Survey |
| 484605 -         | 2008 SZ33                | 27 agosto 2008    | OAM               |
| 484606 -         | 2008 SM35                | 6 settembre 2008  | Mt. Lemmon Survey |
| 484607 -         | 2008 SK42                | 20 settembre 2008 | Spacewatch        |
| 484608 -         | 2008 SY45                | 20 settembre 2008 | Spacewatch        |
| 484609 -         | 2008 SY56                | 20 settembre 2008 | Spacewatch        |
| 484610 -         | 2008 SW58                | 20 settembre 2008 | Spacewatch        |
| 484611 -         | 2008 SB61                | 20 settembre 2008 | CSS               |
| 484612 -         | 2008 SG64                | 4 settembre 2008  | LINEAR            |
| 484613 Cerebrito | 2008 SC82                | 26 settembre 2008 | Lacruz, J.        |
| 484614 -         | 2008 SO85                | 30 luglio 2008    | Spacewatch        |
| 484615 -         | 2008 SE95                | 21 settembre 2008 | Spacewatch        |
| 484616 -         | 2008 SY105               | 21 settembre 2008 | CSS               |
| 484617 -         | 2008 SE110               | 22 settembre 2008 | Spacewatch        |
| 484618 -         | 2008 SS116               | 22 settembre 2008 | Mt. Lemmon Survey |
| 484619 -         | 2008 SS119               | 6 settembre 2008  | Mt. Lemmon Survey |
| 484620 -         | 2008 SU120               | 22 settembre 2008 | Mt. Lemmon Survey |
| 484621 -         | 2008 SF122               | 22 settembre 2008 | Mt. Lemmon Survey |
| 484622 -         | 2008 SP124               | 22 settembre 2008 | Mt. Lemmon Survey |
| 484623 -         | 2008 SJ130               | 22 settembre 2008 | Spacewatch        |
| 484624 -         | 2008 SM143               | 24 settembre 2008 | Mt. Lemmon Survey |
| 484625 -         | 2008 SA144               | 24 settembre 2008 | Mt. Lemmon Survey |
| 484626 -         | 2008 SC145               | 26 settembre 2008 | Mt. Lemmon Survey |
| 484627 -         | 2008 SA159               | 3 settembre 2008  | Spacewatch        |
| 484628 -         | 2008 SS164               | 28 settembre 2008 | LINEAR            |
| 484629 -         | 2008 SS166               | 4 settembre 2008  | Spacewatch        |
| 484630 -         | 2008 ST166               | 28 settembre 2008 | LINEAR            |
| 484631 -         | 2008 SL190               | 9 settembre 2008  | Mt. Lemmon Survey |
| 484632 -         | 2008 SN193               | 21 settembre 2008 | Spacewatch        |
| 484633 -         | 2008 SV201               | 7 settembre 2008  | Mt. Lemmon Survey |
| 484634 -         | 2008 SY214               | 6 settembre 2008  | Spacewatch        |
| 484635 -         | 2008 SX225               | 26 settembre 2008 | Spacewatch        |
| 484636 -         | 2008 SW230               | 5 settembre 2008  | Spacewatch        |
| 484637 -         | 2008 SG234               | 28 settembre 2008 | Mt. Lemmon Survey |
| 484638 -         | 2008 SV281               | 23 settembre 2008 | Mt. Lemmon Survey |
| 484639 -         | 2008 SX284               | 25 settembre 2008 | Spacewatch        |
| 484640 -         | 2008 SW290               | 23 settembre 2008 | Spacewatch        |
| 484641 -         | 2008 SG303               | 10 marzo 2007     | Mt. Lemmon Survey |
| 484642 -         | 2008 SY304               | 25 settembre 2008 | Spacewatch        |
| 484643 -         | 2008 SE306               | 28 settembre 2008 | LINEAR            |
| 484644 -         | 2008 SW307               | 29 settembre 2008 | CSS               |
| 484645 -         | 2008 SA310               | 29 settembre 2008 | Mt. Lemmon Survey |
| 484646 -         | 2008 TY5                 | 3 ottobre 2008    | OAM               |
| 484647 -         | 2008 TP11                | 1º ottobre 2008   | Tucker, R. A.     |
| 484648 -         | 2008 TY13                | 30 settembre 2008 | OAM               |
| 484649 -         | 2008 TY31                | 1º ottobre 2008   | Spacewatch        |
| 484650 -         | 2008 TS47                | 1º ottobre 2008   | Spacewatch        |
| 484651 -         | 2008 TV64                | 5 settembre 2008  | Spacewatch        |
| 484652 -         | 2008 TG90                | 3 ottobre 2008    | Spacewatch        |
| 484653 -         | 2008 TR91                | 23 settembre 2008 | Spacewatch        |
| 484654 -         | 2008 TS92                | 2 settembre 2008  | Spacewatch        |
| 484655 -         | 2008 TA109               | 23 settembre 2008 | Mt. Lemmon Survey |
| 484656 -         | 2008 TH113               | 6 ottobre 2008    | Spacewatch        |
| 484657 -         | 2008 TL140               | 2 settembre 2008  | Spacewatch        |
| 484658 -         | 2008 TH150               | 19 settembre 2008 | Spacewatch        |
| 484659 -         | 2008 TD162               | 10 ottobre 2008   | Spacewatch        |
| 484660 -         | 2008 TE171               | 10 ottobre 2008   | Spacewatch        |
| 484661 -         | 2008 UK12                | 24 settembre 2008 | Mt. Lemmon Survey |
| 484662 -         | 2008 UT18                | 6 ottobre 2008    | Spacewatch        |
| 484663 -         | 2008 UC22                | 22 settembre 2008 | Mt. Lemmon Survey |
| 484664 -         | 2008 UE26                | 9 settembre 2008  | Mt. Lemmon Survey |
| 484665 -         | 2008 UL26                | 20 ottobre 2008   | Mt. Lemmon Survey |
| 484666 -         | 2008 UT37                | 20 ottobre 2008   | Spacewatch        |
| 484667 -         | 2008 UM52                | 20 ottobre 2008   | Spacewatch        |
| 484668 -         | 2008 UT64                | 21 ottobre 2008   | Spacewatch        |
| 484669 -         | 2008 UN93                | 29 settembre 2008 | CSS               |
| 484670 -         | 2008 UQ99                | 22 ottobre 2008   | Spacewatch        |
| 484671 -         | 2008 UZ99                | 2 ottobre 2008    | Spacewatch        |
| 484672 -         | 2008 UB101               | 20 ottobre 2008   | Spacewatch        |
| 484673 -         | 2008 UM103               | 9 settembre 2008  | Mt. Lemmon Survey |
| 484674 -         | 2008 UW114               | 22 ottobre 2008   | Spacewatch        |
| 484675 -         | 2008 UQ119               | 22 ottobre 2008   | Spacewatch        |
| 484676 -         | 2008 UN135               | 23 ottobre 2008   | Spacewatch        |
| 484677 -         | 2008 UD155               | 23 ottobre 2008   | Mt. Lemmon Survey |
| 484678 -         | 2008 UD158               | 23 ottobre 2008   | Mt. Lemmon Survey |
| 484679 -         | 2008 UT162               | 24 ottobre 2008   | Spacewatch        |
| 484680 -         | 2008 UV168               | 6 ottobre 2008    | Mt. Lemmon Survey |
| 484681 -         | 2008 UY175               | 24 ottobre 2008   | Mt. Lemmon Survey |
| 484682 -         | 2008 UO185               | 24 ottobre 2008   | Spacewatch        |
| 484683 -         | 2008 UF200               | 24 settembre 2008 | Spacewatch        |
| 484684 -         | 2008 UO208               | 23 ottobre 2008   | Spacewatch        |
| 484685 -         | 2008 UB211               | 23 ottobre 2008   | Spacewatch        |
| 484686 -         | 2008 UX212               | 24 ottobre 2008   | Spacewatch        |
| 484687 -         | 2008 UX217               | 25 ottobre 2008   | Spacewatch        |
| 484688 -         | 2008 UF222               | 25 ottobre 2008   | Spacewatch        |
| 484689 -         | 2008 UG223               | 25 ottobre 2008   | Spacewatch        |
| 484690 -         | 2008 UM223               | 25 ottobre 2008   | Spacewatch        |
| 484691 -         | 2008 UU224               | 25 ottobre 2008   | Spacewatch        |
| 484692 -         | 2008 UZ228               | 25 ottobre 2008   | Spacewatch        |
| 484693 -         | 2008 UY250               | 27 ottobre 2008   | Spacewatch        |
| 484694 -         | 2008 UO264               | 28 ottobre 2008   | Spacewatch        |
| 484695 -         | 2008 UU267               | 28 ottobre 2008   | Spacewatch        |
| 484696 -         | 2008 UJ269               | 28 ottobre 2008   | Spacewatch        |
| 484697 -         | 2008 UN275               | 28 ottobre 2008   | Spacewatch        |
| 484698 -         | 2008 UE284               | 20 ottobre 2008   | Spacewatch        |
| 484699 -         | 2008 UF292               | 24 febbraio 2006  | Spacewatch        |
| 484700 -         | 2008 UT297               | 29 ottobre 2008   | Spacewatch        |

## 484701-484800
| Nome            | Designazione provvisoria | Data di scoperta  | Scopritore            |
| --------------- | ------------------------ | ----------------- | --------------------- |
| 484701 -        | 2008 UE313               | 30 ottobre 2008   | CSS                   |
| 484702 -        | 2008 UB340               | 23 ottobre 2008   | Spacewatch            |
| 484703 -        | 2008 UN343               | 20 ottobre 2008   | Spacewatch            |
| 484704 -        | 2008 UA344               | 25 ottobre 2008   | Mt. Lemmon Survey     |
| 484705 -        | 2008 UF345               | 31 ottobre 2008   | Spacewatch            |
| 484706 -        | 2008 UA351               | 26 ottobre 2008   | Spacewatch            |
| 484707 -        | 2008 UG368               | 31 ottobre 2008   | Mt. Lemmon Survey     |
| 484708 -        | 2008 VW31                | 2 novembre 2008   | Mt. Lemmon Survey     |
| 484709 -        | 2008 VW38                | 2 novembre 2008   | Spacewatch            |
| 484710 -        | 2008 VR61                | 29 ottobre 2008   | Mt. Lemmon Survey     |
| 484711 -        | 2008 WU2                 | 18 novembre 2008  | Kugel, F.             |
| 484712 -        | 2008 WV2                 | 19 novembre 2008  | Stevens, B. L.        |
| 484713 -        | 2008 WC11                | 22 settembre 2008 | Mt. Lemmon Survey     |
| 484714 -        | 2008 WM12                | 20 ottobre 2008   | Mt. Lemmon Survey     |
| 484715 -        | 2008 WT18                | 17 novembre 2008  | Spacewatch            |
| 484716 -        | 2008 WO24                | 18 novembre 2008  | Spacewatch            |
| 484717 -        | 2008 WM48                | 17 novembre 2008  | Spacewatch            |
| 484718 -        | 2008 WP61                | 28 ottobre 2008   | Spacewatch            |
| 484719 -        | 2008 WJ72                | 19 novembre 2008  | Spacewatch            |
| 484720 -        | 2008 WZ83                | 20 novembre 2008  | Mt. Lemmon Survey     |
| 484721 -        | 2008 WB121               | 30 novembre 2008  | Spacewatch            |
| 484722 -        | 2008 WX134               | 30 novembre 2008  | CSS                   |
| 484723 -        | 2008 WO135               | 18 novembre 2008  | LINEAR                |
| 484724 -        | 2008 XG2                 | 20 marzo 2004     | Siding Spring Survey  |
| 484725 -        | 2008 XP2                 | 5 dicembre 2008   | CSS                   |
| 484726 -        | 2008 XE7                 | 9 dicembre 2008   | Birtwhistle, P.       |
| 484727 -        | 2008 XU15                | 3 dicembre 2008   | Mt. Lemmon Survey     |
| 484728 -        | 2008 XQ37                | 19 novembre 2008  | Spacewatch            |
| 484729 -        | 2008 XW39                | 2 dicembre 2008   | Spacewatch            |
| 484730 -        | 2008 XX42                | 2 dicembre 2008   | Mt. Lemmon Survey     |
| 484731 -        | 2008 XU51                | 19 novembre 2008  | Spacewatch            |
| 484732 -        | 2008 XE53                | 4 dicembre 2008   | Mt. Lemmon Survey     |
| 484733 -        | 2008 XF53                | 5 dicembre 2008   | Mt. Lemmon Survey     |
| 484734 Chienshu | 2008 YX9                 | 19 dicembre 2008  | X. Y. Hsiao, Q.-z. Ye |
| 484735 -        | 2008 YP24                | 7 novembre 2008   | Mt. Lemmon Survey     |
| 484736 -        | 2008 YW29                | 24 novembre 2008  | Mt. Lemmon Survey     |
| 484737 -        | 2008 YK31                | 23 novembre 2008  | Mt. Lemmon Survey     |
| 484738 -        | 2008 YG37                | 22 dicembre 2008  | Mt. Lemmon Survey     |
| 484739 -        | 2008 YJ66                | 4 dicembre 2008   | Mt. Lemmon Survey     |
| 484740 -        | 2008 YH71                | 29 dicembre 2008  | Spacewatch            |
| 484741 -        | 2008 YZ91                | 21 dicembre 2008  | Spacewatch            |
| 484742 -        | 2008 YX100               | 29 dicembre 2008  | Spacewatch            |
| 484743 -        | 2008 YL101               | 21 dicembre 2008  | Spacewatch            |
| 484744 -        | 2008 YA106               | 29 dicembre 2008  | Spacewatch            |
| 484745 -        | 2008 YG118               | 21 dicembre 2008  | CSS                   |
| 484746 -        | 2008 YS132               | 31 dicembre 2008  | Spacewatch            |
| 484747 -        | 2008 YW143               | 30 dicembre 2008  | Spacewatch            |
| 484748 -        | 2008 YT145               | 30 dicembre 2008  | Spacewatch            |
| 484749 -        | 2008 YB146               | 30 dicembre 2008  | Spacewatch            |
| 484750 -        | 2008 YO150               | 22 dicembre 2008  | Spacewatch            |
| 484751 -        | 2008 YT154               | 22 dicembre 2008  | Spacewatch            |
| 484752 -        | 2008 YC159               | 31 dicembre 2008  | Spacewatch            |
| 484753 -        | 2008 YN160               | 29 dicembre 2008  | Mt. Lemmon Survey     |
| 484754 -        | 2008 YZ168               | 22 dicembre 2008  | Spacewatch            |
| 484755 -        | 2009 AH10                | 2 gennaio 2009    | Mt. Lemmon Survey     |
| 484756 -        | 2009 AR27                | 22 dicembre 2008  | Spacewatch            |
| 484757 -        | 2009 BL2                 | 18 gennaio 2009   | LINEAR                |
| 484758 -        | 2009 BW29                | 16 gennaio 2009   | Spacewatch            |
| 484759 -        | 2009 BB35                | 1º gennaio 2009   | Mt. Lemmon Survey     |
| 484760 -        | 2009 BP37                | 22 dicembre 2008  | Mt. Lemmon Survey     |
| 484761 -        | 2009 BA43                | 16 gennaio 2009   | Spacewatch            |
| 484762 -        | 2009 BL49                | 22 dicembre 2008  | Spacewatch            |
| 484763 -        | 2009 BS49                | 16 gennaio 2009   | Mt. Lemmon Survey     |
| 484764 -        | 2009 BZ50                | 2 gennaio 2009    | Mt. Lemmon Survey     |
| 484765 -        | 2009 BL51                | 16 gennaio 2009   | Spacewatch            |
| 484766 -        | 2009 BC61                | 20 novembre 2008  | Mt. Lemmon Survey     |
| 484767 -        | 2009 BQ66                | 20 gennaio 2009   | Spacewatch            |
| 484768 -        | 2009 BJ68                | 20 gennaio 2009   | Spacewatch            |
| 484769 -        | 2009 BT114               | 16 gennaio 2009   | Spacewatch            |
| 484770 -        | 2009 BK126               | 15 gennaio 2009   | Spacewatch            |
| 484771 -        | 2009 BH143               | 30 gennaio 2009   | Spacewatch            |
| 484772 -        | 2009 BT149               | 11 marzo 2005     | Mt. Lemmon Survey     |
| 484773 -        | 2009 BY154               | 20 gennaio 2009   | Spacewatch            |
| 484774 -        | 2009 BV156               | 31 gennaio 2009   | Spacewatch            |
| 484775 -        | 2009 BH158               | 31 gennaio 2009   | Spacewatch            |
| 484776 -        | 2009 BC159               | 31 gennaio 2009   | Spacewatch            |
| 484777 -        | 2009 BJ162               | 20 gennaio 2009   | Spacewatch            |
| 484778 -        | 2009 BD166               | 20 gennaio 2009   | Spacewatch            |
| 484779 -        | 2009 BY171               | 17 gennaio 2009   | Spacewatch            |
| 484780 -        | 2009 BU175               | 29 gennaio 2009   | CSS                   |
| 484781 -        | 2009 BY177               | 31 gennaio 2009   | Mt. Lemmon Survey     |
| 484782 -        | 2009 BQ185               | 20 gennaio 2009   | Mt. Lemmon Survey     |
| 484783 -        | 2009 CJ                  | 2 febbraio 2009   | Mt. Lemmon Survey     |
| 484784 -        | 2009 CL7                 | 1º febbraio 2009  | CSS                   |
| 484785 -        | 2009 CR15                | 3 febbraio 2009   | Mt. Lemmon Survey     |
| 484786 -        | 2009 CC20                | 1º febbraio 2009  | Mt. Lemmon Survey     |
| 484787 -        | 2009 CC30                | 1º febbraio 2009  | Spacewatch            |
| 484788 -        | 2009 CO36                | 3 febbraio 2009   | Spacewatch            |
| 484789 -        | 2009 CH41                | 3 febbraio 2009   | Spacewatch            |
| 484790 -        | 2009 CC53                | 25 gennaio 2009   | Spacewatch            |
| 484791 -        | 2009 DS                  | 18 febbraio 2009  | Schwab, E., Kling, R. |
| 484792 -        | 2009 DD2                 | 16 febbraio 2009  | Kugel, F.             |
| 484793 -        | 2009 DZ23                | 4 febbraio 2009   | Mt. Lemmon Survey     |
| 484794 -        | 2009 DC36                | 21 febbraio 2009  | Spacewatch            |
| 484795 -        | 2009 DE47                | 28 febbraio 2009  | LINEAR                |
| 484796 -        | 2009 DM75                | 18 gennaio 2009   | Mt. Lemmon Survey     |
| 484797 -        | 2009 DU77                | 24 febbraio 2009  | OAM                   |
| 484798 -        | 2009 DZ79                | 18 gennaio 2009   | Mt. Lemmon Survey     |
| 484799 -        | 2009 DL87                | 27 febbraio 2009  | CSS                   |
| 484800 -        | 2009 DJ88                | 24 novembre 2008  | Mt. Lemmon Survey     |

## 484801-484900
| Nome     | Designazione provvisoria | Data di scoperta  | Scopritore           |
| -------- | ------------------------ | ----------------- | -------------------- |
| 484801 - | 2009 DU90                | 26 febbraio 2009  | Spacewatch           |
| 484802 - | 2009 DU124               | 19 febbraio 2009  | Spacewatch           |
| 484803 - | 2009 DT125               | 19 febbraio 2009  | Spacewatch           |
| 484804 - | 2009 DS126               | 20 febbraio 2009  | Spacewatch           |
| 484805 - | 2009 DE127               | 20 febbraio 2009  | Spacewatch           |
| 484806 - | 2009 DP131               | 19 febbraio 2009  | Spacewatch           |
| 484807 - | 2009 DO134               | 20 febbraio 2009  | Mt. Lemmon Survey    |
| 484808 - | 2009 DW134               | 19 febbraio 2009  | Spacewatch           |
| 484809 - | 2009 ER10                | 1º marzo 2009     | Spacewatch           |
| 484810 - | 2009 EL11                | 2 marzo 2009      | Mt. Lemmon Survey    |
| 484811 - | 2009 EW18                | 19 febbraio 2009  | Spacewatch           |
| 484812 - | 2009 EM23                | 15 marzo 2009     | Spacewatch           |
| 484813 - | 2009 EF24                | 1º marzo 2009     | Spacewatch           |
| 484814 - | 2009 FS1                 | 17 marzo 2009     | OAM                  |
| 484815 - | 2009 FC25                | 22 marzo 2009     | OAM                  |
| 484816 - | 2009 FY27                | 22 marzo 2009     | CSS                  |
| 484817 - | 2009 FF30                | 1º marzo 2009     | Spacewatch           |
| 484818 - | 2009 FW34                | 24 marzo 2009     | Mt. Lemmon Survey    |
| 484819 - | 2009 FD52                | 28 marzo 2009     | Mt. Lemmon Survey    |
| 484820 - | 2009 FH54                | 29 marzo 2009     | Mt. Lemmon Survey    |
| 484821 - | 2009 FF57                | 21 marzo 2009     | Spacewatch           |
| 484822 - | 2009 FZ69                | 18 marzo 2009     | Spacewatch           |
| 484823 - | 2009 FN73                | 24 marzo 2009     | Mt. Lemmon Survey    |
| 484824 - | 2009 FS76                | 18 marzo 2009     | Mt. Lemmon Survey    |
| 484825 - | 2009 GP3                 | 15 aprile 2009    | Siding Spring Survey |
| 484826 - | 2009 GY4                 | 2 aprile 2009     | Spacewatch           |
| 484827 - | 2009 GE5                 | 2 aprile 2009     | CSS                  |
| 484828 - | 2009 HM3                 | 17 aprile 2009    | Spacewatch           |
| 484829 - | 2009 HQ3                 | 2 aprile 2009     | Mt. Lemmon Survey    |
| 484830 - | 2009 HD4                 | 18 marzo 2009     | LINEAR               |
| 484831 - | 2009 HL6                 | 17 aprile 2009    | Spacewatch           |
| 484832 - | 2009 HZ6                 | 17 aprile 2009    | Spacewatch           |
| 484833 - | 2009 HS8                 | 2 aprile 2009     | Mt. Lemmon Survey    |
| 484834 - | 2009 HC24                | 17 aprile 2009    | Spacewatch           |
| 484835 - | 2009 HX39                | 24 marzo 2009     | Mt. Lemmon Survey    |
| 484836 - | 2009 HD41                | 20 aprile 2009    | Spacewatch           |
| 484837 - | 2009 HM48                | 24 marzo 2009     | Mt. Lemmon Survey    |
| 484838 - | 2009 HE50                | 21 aprile 2009    | Spacewatch           |
| 484839 - | 2009 HN59                | 17 aprile 2009    | Spacewatch           |
| 484840 - | 2009 HU61                | 20 aprile 2009    | Mt. Lemmon Survey    |
| 484841 - | 2009 HL62                | 2 aprile 2009     | Mt. Lemmon Survey    |
| 484842 - | 2009 HS62                | 22 aprile 2009    | Spacewatch           |
| 484843 - | 2009 HB66                | 23 aprile 2009    | Spacewatch           |
| 484844 - | 2009 HL68                | 22 aprile 2009    | Mt. Lemmon Survey    |
| 484845 - | 2009 HA73                | 2 aprile 2009     | Spacewatch           |
| 484846 - | 2009 HO76                | 19 aprile 2009    | Mt. Lemmon Survey    |
| 484847 - | 2009 HE81                | 25 marzo 2009     | Mt. Lemmon Survey    |
| 484848 - | 2009 HG83                | 19 aprile 2009    | Spacewatch           |
| 484849 - | 2009 HK85                | 18 aprile 2009    | Spacewatch           |
| 484850 - | 2009 HF88                | 30 aprile 2009    | Spacewatch           |
| 484851 - | 2009 HP89                | 21 aprile 2009    | Spacewatch           |
| 484852 - | 2009 HQ93                | 31 marzo 2009     | Mt. Lemmon Survey    |
| 484853 - | 2009 HT96                | 27 aprile 2009    | Spacewatch           |
| 484854 - | 2009 HE100               | 27 aprile 2009    | Spacewatch           |
| 484855 - | 2009 HL102               | 21 aprile 2009    | Mt. Lemmon Survey    |
| 484856 - | 2009 JF3                 | 24 aprile 2009    | Spacewatch           |
| 484857 - | 2009 JP4                 | 13 maggio 2009    | Spacewatch           |
| 484858 - | 2009 JK5                 | 20 febbraio 2009  | Mt. Lemmon Survey    |
| 484859 - | 2009 JE13                | 2 maggio 2009     | OAM                  |
| 484860 - | 2009 JQ15                | 3 dicembre 2008   | Mt. Lemmon Survey    |
| 484861 - | 2009 KL7                 | 26 maggio 2009    | Siding Spring Survey |
| 484862 - | 2009 KZ8                 | 24 maggio 2009    | CSS                  |
| 484863 - | 2009 KA26                | 1º maggio 2009    | Spacewatch           |
| 484864 - | 2009 LH1                 | 22 aprile 2009    | Mt. Lemmon Survey    |
| 484865 - | 2009 NJ2                 | 12 luglio 2009    | Spacewatch           |
| 484866 - | 2009 ON                  | 16 luglio 2009    | OAM                  |
| 484867 - | 2009 OD6                 | 19 luglio 2009    | OAM                  |
| 484868 - | 2009 OP8                 | 25 luglio 2009    | OAM                  |
| 484869 - | 2009 OH9                 | 28 luglio 2009    | OAM                  |
| 484870 - | 2009 OU13                | 27 luglio 2009    | CSS                  |
| 484871 - | 2009 OB20                | 28 luglio 2009    | OAM                  |
| 484872 - | 2009 OH21                | 25 luglio 2009    | OAM                  |
| 484873 - | 2009 OD24                | 28 luglio 2009    | Spacewatch           |
| 484874 - | 2009 PW                  | 14 luglio 2009    | Spacewatch           |
| 484875 - | 2009 PL2                 | 28 luglio 2009    | Spacewatch           |
| 484876 - | 2009 PF4                 | 14 agosto 2009    | OAM                  |
| 484877 - | 2009 PB5                 | 15 agosto 2009    | OAM                  |
| 484878 - | 2009 PB19                | 15 agosto 2009    | Spacewatch           |
| 484879 - | 2009 PD19                | 15 agosto 2009    | Spacewatch           |
| 484880 - | 2009 QE12                | 16 agosto 2009    | Spacewatch           |
| 484881 - | 2009 QF14                | 16 agosto 2009    | Spacewatch           |
| 484882 - | 2009 QQ31                | 21 agosto 2009    | OAM                  |
| 484883 - | 2009 QH33                | 24 agosto 2009    | OAM                  |
| 484884 - | 2009 QT34                | 28 agosto 2009    | OAM                  |
| 484885 - | 2009 QT40                | 26 agosto 2009    | OAM                  |
| 484886 - | 2009 QK41                | 20 agosto 2009    | OAM                  |
| 484887 - | 2009 QH42                | 26 agosto 2009    | OAM                  |
| 484888 - | 2009 QY46                | 28 agosto 2009    | OAM                  |
| 484889 - | 2009 QE48                | 28 agosto 2009    | OAM                  |
| 484890 - | 2009 QR56                | 27 agosto 2009    | OAM                  |
| 484891 - | 2009 QQ58                | 16 agosto 2009    | Spacewatch           |
| 484892 - | 2009 QG59                | 29 agosto 2009    | OAM                  |
| 484893 - | 2009 QP59                | 16 agosto 2009    | CSS                  |
| 484894 - | 2009 QM60                | 17 agosto 2009    | CSS                  |
| 484895 - | 2009 QE64                | 19 agosto 2009    | OAM                  |
| 484896 - | 2009 RC1                 | 29 agosto 2009    | OAM                  |
| 484897 - | 2009 RJ1                 | 28 agosto 2009    | CSS                  |
| 484898 - | 2009 RL7                 | 10 settembre 2009 | OAM                  |
| 484899 - | 2009 RA9                 | 12 settembre 2009 | Spacewatch           |
| 484900 - | 2009 RJ9                 | 12 settembre 2009 | Spacewatch           |

## 484901-485000
| Nome     | Designazione provvisoria | Data di scoperta  | Scopritore             |
| -------- | ------------------------ | ----------------- | ---------------------- |
| 484901 - | 2009 RH15                | 12 settembre 2009 | Spacewatch             |
| 484902 - | 2009 RM16                | 12 settembre 2009 | Spacewatch             |
| 484903 - | 2009 RD34                | 14 settembre 2009 | Spacewatch             |
| 484904 - | 2009 RL37                | 15 settembre 2009 | Spacewatch             |
| 484905 - | 2009 RB45                | 15 settembre 2009 | Spacewatch             |
| 484906 - | 2009 RF45                | 15 settembre 2009 | Spacewatch             |
| 484907 - | 2009 RH47                | 15 settembre 2009 | Spacewatch             |
| 484908 - | 2009 RD62                | 14 settembre 2009 | Spacewatch             |
| 484909 - | 2009 RF62                | 14 settembre 2009 | Spacewatch             |
| 484910 - | 2009 RO73                | 15 settembre 2009 | Spacewatch             |
| 484911 - | 2009 SW3                 | 17 agosto 2009    | Spacewatch             |
| 484912 - | 2009 SJ17                | 16 agosto 2009    | CSS                    |
| 484913 - | 2009 SM19                | 18 settembre 2009 | PMO NEO Survey Program |
| 484914 - | 2009 SA21                | 17 agosto 2009    | Spacewatch             |
| 484915 - | 2009 SR22                | 27 luglio 2009    | Spacewatch             |
| 484916 - | 2009 SH26                | 16 settembre 2009 | Spacewatch             |
| 484917 - | 2009 SF29                | 16 settembre 2009 | Spacewatch             |
| 484918 - | 2009 SM42                | 16 settembre 2009 | Spacewatch             |
| 484919 - | 2009 SH51                | 16 agosto 2009    | Spacewatch             |
| 484920 - | 2009 SL52                | 17 settembre 2009 | Spacewatch             |
| 484921 - | 2009 SS66                | 17 settembre 2009 | Spacewatch             |
| 484922 - | 2009 SZ71                | 17 settembre 2009 | Mt. Lemmon Survey      |
| 484923 - | 2009 SZ76                | 17 settembre 2009 | Spacewatch             |
| 484924 - | 2009 SO99                | 19 agosto 2009    | CSS                    |
| 484925 - | 2009 SB103               | 25 settembre 2009 | OAM                    |
| 484926 - | 2009 SV108               | 17 settembre 2009 | OAM                    |
| 484927 - | 2009 SD110               | 10 settembre 2009 | CSS                    |
| 484928 - | 2009 SE113               | 18 settembre 2009 | Spacewatch             |
| 484929 - | 2009 ST114               | 25 febbraio 2007  | Spacewatch             |
| 484930 - | 2009 SV115               | 13 settembre 1998 | Spacewatch             |
| 484931 - | 2009 SL127               | 18 settembre 2009 | Spacewatch             |
| 484932 - | 2009 SO143               | 19 settembre 2009 | Spacewatch             |
| 484933 - | 2009 SC147               | 19 settembre 2009 | Spacewatch             |
| 484934 - | 2009 SA150               | 29 agosto 2009    | OAM                    |
| 484935 - | 2009 SS156               | 20 settembre 2009 | Spacewatch             |
| 484936 - | 2009 SA172               | 21 settembre 2009 | Mt. Lemmon Survey      |
| 484937 - | 2009 SR174               | 19 agosto 2009    | Spacewatch             |
| 484938 - | 2009 SZ177               | 12 settembre 2009 | Spacewatch             |
| 484939 - | 2009 SC180               | 20 settembre 2009 | Spacewatch             |
| 484940 - | 2009 SD181               | 21 settembre 2009 | Mt. Lemmon Survey      |
| 484941 - | 2009 SA187               | 21 settembre 2009 | Spacewatch             |
| 484942 - | 2009 ST190               | 23 gennaio 2006   | Spacewatch             |
| 484943 - | 2009 SW190               | 22 settembre 2009 | Spacewatch             |
| 484944 - | 2009 SM220               | 24 settembre 2009 | Mt. Lemmon Survey      |
| 484945 - | 2009 SL240               | 17 agosto 2009    | CSS                    |
| 484946 - | 2009 SN261               | 22 settembre 2009 | Spacewatch             |
| 484947 - | 2009 SK271               | 16 settembre 2009 | Spacewatch             |
| 484948 - | 2009 SD277               | 25 settembre 2009 | Spacewatch             |
| 484949 - | 2009 SU279               | 17 settembre 2004 | Spacewatch             |
| 484950 - | 2009 SO284               | 25 settembre 2009 | CSS                    |
| 484951 - | 2009 ST293               | 15 settembre 2009 | Spacewatch             |
| 484952 - | 2009 SB298               | 28 settembre 2009 | Mt. Lemmon Survey      |
| 484953 - | 2009 SC303               | 16 settembre 2009 | Mt. Lemmon Survey      |
| 484954 - | 2009 SO320               | 21 settembre 2009 | Mt. Lemmon Survey      |
| 484955 - | 2009 SC337               | 25 settembre 2009 | OAM                    |
| 484956 - | 2009 SL340               | 20 settembre 2009 | Spacewatch             |
| 484957 - | 2009 SK342               | 16 settembre 2009 | Spacewatch             |
| 484958 - | 2009 SG345               | 18 settembre 2009 | Spacewatch             |
| 484959 - | 2009 SK361               | 16 settembre 2009 | CSS                    |
| 484960 - | 2009 TU6                 | 12 ottobre 2009   | OAM                    |
| 484961 - | 2009 TC7                 | 12 ottobre 2009   | OAM                    |
| 484962 - | 2009 TJ7                 | 13 ottobre 2009   | OAM                    |
| 484963 - | 2009 TY7                 | 14 ottobre 2009   | Lowe, A.               |
| 484964 - | 2009 TR10                | 23 settembre 2009 | Spacewatch             |
| 484965 - | 2009 TF17                | 15 ottobre 2009   | OAM                    |
| 484966 - | 2009 TF18                | 17 agosto 2009    | Spacewatch             |
| 484967 - | 2009 TN20                | 11 ottobre 2009   | OAM                    |
| 484968 - | 2009 TY30                | 22 settembre 2009 | Spacewatch             |
| 484969 - | 2009 TE32                | 16 settembre 2009 | CSS                    |
| 484970 - | 2009 TV37                | 12 ottobre 2009   | OAM                    |
| 484971 - | 2009 TY37                | 16 settembre 2009 | Spacewatch             |
| 484972 - | 2009 TG39                | 25 settembre 2009 | CSS                    |
| 484973 - | 2009 TK39                | 15 ottobre 2009   | OAM                    |
| 484974 - | 2009 TY45                | 15 ottobre 2009   | Siding Spring Survey   |
| 484975 - | 2009 TX46                | 26 marzo 2007     | Mt. Lemmon Survey      |
| 484976 - | 2009 UN3                 | 19 ottobre 2009   | Siding Spring Survey   |
| 484977 - | 2009 UL11                | 28 settembre 2009 | Mt. Lemmon Survey      |
| 484978 - | 2009 UY16                | 26 settembre 2009 | CSS                    |
| 484979 - | 2009 UK17                | 29 settembre 2009 | Mt. Lemmon Survey      |
| 484980 - | 2009 UP24                | 18 ottobre 2009   | Mt. Lemmon Survey      |
| 484981 - | 2009 UB55                | 13 dicembre 2006  | Spacewatch             |
| 484982 - | 2009 UB58                | 23 ottobre 2009   | Mt. Lemmon Survey      |
| 484983 - | 2009 UZ60                | 28 settembre 2009 | Mt. Lemmon Survey      |
| 484984 - | 2009 UW63                | 29 settembre 2009 | Spacewatch             |
| 484985 - | 2009 UT77                | 21 ottobre 2009   | Mt. Lemmon Survey      |
| 484986 - | 2009 UE88                | 21 ottobre 2009   | CSS                    |
| 484987 - | 2009 UB91                | 30 settembre 2009 | Mt. Lemmon Survey      |
| 484988 - | 2009 UL98                | 23 ottobre 2009   | Mt. Lemmon Survey      |
| 484989 - | 2009 UM103               | 14 ottobre 2009   | Spacewatch             |
| 484990 - | 2009 UR112               | 26 ottobre 2009   | Spacewatch             |
| 484991 - | 2009 UG140               | 18 ottobre 2009   | OAM                    |
| 484992 - | 2009 UJ147               | 24 ottobre 2009   | Spacewatch             |
| 484993 - | 2009 UF149               | 24 ottobre 2009   | Spacewatch             |
| 484994 - | 2009 VN                  | 15 ottobre 2009   | OAM                    |
| 484995 - | 2009 VZ14                | 8 novembre 2009   | Mt. Lemmon Survey      |
| 484996 - | 2009 VK18                | 22 settembre 2009 | Mt. Lemmon Survey      |
| 484997 - | 2009 VC19                | 9 novembre 2009   | Spacewatch             |
| 484998 - | 2009 VR34                | 21 settembre 2009 | Mt. Lemmon Survey      |
| 484999 - | 2009 VT35                | 26 ottobre 2009   | Spacewatch             |
| 485000 - | 2009 VD36                | 10 novembre 2009  | Mt. Lemmon Survey      |